# Generowanie kodu
Generowanie kodu – ogół czynności dokonywanych podczas kompilacji, w których na podstawie abstrakcyjnej reprezentacji kodu źródłowego (przeważnie pewnego drzewa) generowany jest kod niskopoziomowy – asembler, kod wykonywalny, lub rzadziej kod w języku pośrednim.